# Jey Mammón
Juan Martín Rago (Buenos Aires, 6 de diciembre de 1974), conocido artísticamente como Jey Mammón es un comediante, cantante, músico, actor y presentador argentino.

## Primeros años
Entre fines de los años 1990 y los años 2000 tocaba música en la parroquia de Palermo en Buenos Aires y trabajaba como catequista ad honórem.
También tocaba en la misa que se realizaba los domingos en ATC y en los eventos de la Curia de Buenos Aires.

## Trayectoria
Jey comenzó su carrera como presentador en el canal musical de cable CMTV, donde se desempeñó como conductor del programa Analizados entre los años 2010 y 2011.
Su salto a la fama se produjo cuando integró el programa radial de Nazarena Vélez, Falta de respeto, por radio FM La Isla.
Sin embargo, sin duda su mayor notoriedad se produciría en los años 2011 y 2012 con su espectáculo unipersonal de teatro ¿Dónde está Jey Mammón?, donde el actor desplegaba todo su histrionismo a través de sus personajes: «Topu», «Carlos Langalda locutor nacional», «Marisa», y su más conocido personaje, «Estelita», que cobró gran protagonismo en la escena del entretenimiento argentino, con sus picantes entrevistas a las más importantes figuras de la sociedad y el espectáculo nacional, que Jey realizaba en su unipersonal.
Algunas de las personalidades entrevistadas por su personaje Estelita fueron:
el actor Enrique Pinti, el senador Aníbal Fernández,
el empresario Gerardo Sofovich, la vedette Luciana Salazar, la actriz Georgina Barbarossa y Eugenia "la China" Suárez, entre otros.
Estas entrevistas teatrales tenían la particularidad de que, al día siguiente de realizadas, se subían rápidamente al sitio de videos You Tube, generando gran viralidad en Internet y revuelo en la televisión, donde los fragmentos con las declaraciones más controvertidas eran puestas al aire y comentadas en todos los programas de la tarde. El ejemplo más notorio se produjo durante la entrevista al cómico y candidato a gobernador de la provincia de Santa Fe Miguel del Sel, cuyos exabruptos hacia la figura presidencial generaron gran revuelo en el mundo de la política.
Durante los años 2012 y 2013, Jey Mammón también integró el elenco de los exitosos espectáculos teatrales producidos por Nazarena Vélez: Despedida de soltero
y Los Grimaldi
en Villa Carlos Paz (provincia de Córdoba), durante los veranos de esos años. Durante su estadía en la villa también se presentó con su unipersonal, donde también realizó sus reportajes. Sus presentaciones con su unipersonal le valieron dos Premios Carlos en dos años consecutivos.
Como consecuencia de su salto a la fama, Jey Mammón fue contratado en 2012 por el canal Telefe para integrar el programa La pelu, de la actriz Florencia de la V, donde crearía su ya conocido segmento «Noticias cantadas», y recitaría poemas a los famosos interpretando a su personaje Estelita.
Durante 2013, Jey Mammón continuó en el programa La pelu y comenzó su programa de radio en Radio Pop 101.5 de lunes a viernes de 19:00 a 21:00, junto al árbitro mundialista Horacio Elizondo y la conductora Tatiana Schapiro. En el programa, con gran contenido humorístico, Estelita y otros personajes cobraban gran protagonismo, y solían establecer conversaciones con el público que llamaba a la radio. También en 2013 repuso su espectáculo unipersonal, y preparó un nuevo espectáculo, a estrenarse a finales de 2013.
Desde septiembre de 2013, Jey Mammón participó en la versión argentina del programa Tu cara me suena, con la conducción de Marley. Sus imitaciones fueron:
Stevie Wonder,
Daddy Yankee,
José Luis "el Puma" Rodríguez,
Valeria Lynch,
Chaqueño Palavecino,
José Vélez,
Gladys la Bomba Tucumana,
Lucía Galán de Pimpinela,
Diego Torres,
Pablito Ruiz,
José Luis Perales,
Antonio Ríos y
Plácido Domingo.
En 2013 fue distinguido con el premio Martín Fierro de Cable por su labor humorística en el canal 
Magazine.
En 2014, Jey Mammón formó parte del programa de entretenimientos La Nave de Marley, que se emitió por Telefe. Durante ese año también se incorporó a la segunda temporada de Tu cara me suena, también por Telefe, haciendo dúo con su compañera del año anterior Laura Esquivel. Sus imitaciones fueron: Franco De Vita, John Travolta en Grease, Natalia Pastorutti, Per Gessle de Roxette, Alejandro Sanz, Encarna Salazar de Azúcar Moreno, Robbie Williams, Paul McCartney de The Beatles, Edoardo Bennato, Antonio Banderas en El fantasma de la ópera, Joaquín Galán de Pimpinela, Lionel Richie, David Guetta, Álex Ubago, Charly García de Sui Generis, Ale Sergi de Miranda!, La Bestia de La Bella y la Bestia, Carlos Baute, Fred Schneider de The B-52's, Pipo Cipolatti de Los Twist, Christina Aguilera, Mickey Thomas de Starship, Barry Gibb de Bee Gees, Nicki Minaj, Loco Mía, Elton John, Valeria Gastaldi de Bandana, Will I Am de The Black Eyed Peas, Marc Anthony, Rod Stewart, Seal y Andrea Bocelli.
En 2015 continuó con su programa radial, participa en el programa La mesa está lista en El Trece y conduce el programa Dec15ión en Crónica TV. A fines de este año adapta la obra El champán las pone mimosas de Gerardo Sofovich y protagoniza la misma con su personaje Estelita. El 30 de diciembre de 2015 se despide de su programa de radio Jey no more en Radio Pop 101.5 y anuncia su llegada a Radio con Vos con un nuevo programa. El 29 de febrero de 2016 estrenó su nuevo programa Jey Jey Jey en Radio con Vos. 
El 10 de junio de 2016 se estrenó La peluquería de Don Mateo, en donde hace el papel principal. El 3 de septiembre del mismo año el programa fue cancelado por bajo índice de audiencia.
Durante el año 2020 realizó el ciclo Estelita en casa que consistía en entrevistas realizadas a famosos por videollamada con preguntas absurdas y picantes. Ese mismo año participó del ciclo Cantando por un sueño, llegando hasta instancias finales que debió abandonar por motivos de salud de su padre. En enero de 2021 comenzó un programa por el canal América, Los Mammones, un late night show donde muestra todo su talento conduciendo, actuando, cantando y tocando el piano. En marzo de 2022 es confirmado como conductor de La peña de Morfi junto a Jesica Cirio, tras el fallecimiento de Gerardo Rozín.

## Denuncia
A mediados del mes de marzo de 2023, se hizo publica una denuncia por abuso sexual presentada por Lucas Benvenuto contra Mammón en 2020. Según Benvenuto, el humorista habría tenido relaciones sexuales con el denunciante cuando supuestamente este tenía 14 años y el acusado 32. El 28 de marzo, el conductor Ángel de Brito, comentó que habló con Mammón y este le dijo que no es cierto que haya cometido abuso sexual y que el denunciante miente acerca de la edad que tenía en el momento en el que ocurrieron los supuestos hechos, y también dijo que supo de la denuncia cuando conducía el programa Los Mammones en el año 2021. Días después de conocida la denuncia, se hicieron públicos audios que Lucas Benvenuto, quien se había mantenido en contacto con Mammón durante años, le había enviado a Mammón pocos meses antes de realizar la denuncia, donde admitía que en realidad se conocían desde sus 16 años, y no desde los 14 como había denunciado. En los audios se escucha a Lucas Benvenuto dirigirse en un tono cariñoso y amable, lo que muchos interpretaron como que el denunciante había mantenido una relación amorosa con Mammón durante varios años posteriores a la mayoría de edad de Benvenuto.
Tras el escándalo generado por la denuncia, Telefe apartó al conductor, que en ese entonces se encontraba conduciendo el programa La Peña de Morfi, sucesor de Morfi, todos a la mesa.

## Televisión
| Año         | Título                     | Rol                               | Canal           | Notas                                      |
| ----------- | -------------------------- | --------------------------------- | --------------- | ------------------------------------------ |
| 2010        | Analizados                 | ¿?                                | Canal CM        |                                            |
| 2012        | TVR                        | ¿?                                | elnueve         |                                            |
| 2012        | A dormir con Jey Mammón    | ¿?                                | Ciudad Magazine |                                            |
| 2012 - 2013 | La pelu                    | Humorista                         | Telefe          | Personificado como Estelita (temporada 1)  |
| 2013        | Tu cara me suena           | Participante                      | Telefe          | 7.º clasificado                            |
| 2014        | La Nave de Marley          | Coconductor                       | Telefe          |                                            |
| 2014        | Tu cara me suena 2         | Participante                      | Telefe          | 4.ª Finalista                              |
| 2015        | Dec15ión                   | Conductor                         | Crónica HD      |                                            |
| 2015        | La mesa está lista         | Panelista                         | El Trece        |                                            |
| 2016        | La peluquería de Don Mateo | Don Mateo                         | Telefe          | Protagonista                               |
| 2017        | Showmatch: Bailando 2017   | Participante                      | El Trece        | 17.º eliminado                             |
| 2017        | Escuela para suegras       | ¿?                                | FOX Life        |                                            |
| 2018        | Bailando 2018: La revancha | Conductor                         | Ciudad Magazine |                                            |
| 2018        | Showmatch: Bailando 2018   | Participante invitado             | El Trece        | Invitado de Julián Serrano y Sofía Morandi |
| 2018        | Millennials                | Psicólogo Córdoba                 | Net TV          | Participación especial                     |
| 2018        | Todo por hoy               | Conductor                         | elnueve         | Reemplazo temporal                         |
| 2018        | Generaciones               | Profesor                          | El Trece        | Especial de Fundación Huésped              |
| 2019        | Lo mejor de Estelita       | Conductor                         | elnueve         | Personificado como Estelita                |
| 2020        | Divina comida              | Anfitrión / Participante semana 2 | Telefe          | Ganador                                    |
| 2020        | Modo noche                 | Humorista                         | América TV      |                                            |
| 2020 - 2021 | Polémica en el bar         | Panelista                         | América TV      |                                            |
| 2020        | Cantando 2020              | Participante                      | El Trece        | Abandono voluntario                        |
| 2020 - 2021 | Estelita en casa           | Conductor                         | América TV      | Personificado como Estelita                |
| 2021        | Los Mammones               | Conductor                         | América TV      |                                            |
| 2022-2023   | La peña de Morfi           | Conductor                         | Telefe          |                                            |
| 2024        | Las Noches de Jey          | Conductor                         | Net TV          |                                            |
| 2025        | Medianoche con Jey         | Conductor                         | elnueve         |                                            |

## Radio
- 2011, Falta de respeto en La Isla (FM 89.9).
- 2013-2015,  Jey No More en Pop Radio 101.5.
- 2016,  Jey Jey Jey en Radio Con Vos.
- 2018-2020, Somos muchos  en Rock & Pop.
- 2021-presente, Mañana la seguimos en Metro 95.1.

## Teatro
| Año         | Obra                        |
| ----------- | --------------------------- |
| 2011 - 2012 | ¿Dónde está Jey Mammón?     |
| 2012        | Despedida de soltero        |
| 2013        | Los Grimaldi                |
| 2016        | El champán las pone mimosas |
| 2017        | Mi familia es así           |
| 2017        | La noche de Estelita        |
| 2017        | ¿Quién es Jey Mammón?       |
| 2019-2020   | Rampolla y Estelita         |

## Cine
| Año  | Título                      | Rol             |
| ---- | --------------------------- | --------------- |
| 2014 | Los pingüinos de Madagascar | Doblaje         |
| 2017 | Condorito: la película      | Voz para México |